# Giáo hoàng Cêlestinô V
Cêlestinô V (Latinh: Celestinus V) là vị Giáo hoàng thứ 192 của giáo hội công giáo. Ông đã được giáo hội suy tôn lên hàng hiển thánh sau khi qua đời. 
Theo niên giám tòa thánh năm 1806 thì ông đắc cử Giáo hoàng năm 1294 và ở ngôi Giáo hoàng trong 5 tháng 9 ngày. Niên giám tòa thánh năm 2003 xác định ông đắc cử Giáo hoàng ngày 5 tháng 7 năm 1294, ngày khai mạc chức vụ mục tử đoàn chiên Chúa là ngày 29 tháng 8 và ngày kết thúc triều đại của ngài là ngày 13 tháng 12 năm 1294.

## Trước khi thành giáo hoàng
Celestinus sinh tại San Angelo de Limosano (Abruzzes) vào khoảng năm 1209-1210 với tên thật là Pietro del Morrone hay Pietro del Angelery. Ông sinh trong một gia đình nghèo ở Isneria, Abruzzi, nước Ý và là con thứ mười một trong mười hai người con. Năm hai mươi tuổi, ông từ giã mái trường.
Người ta cho rằng, ông sống năm năm trong một cái hang ở Morrone, gần núi Sulmona. Ðể chống lại các cám dỗ, ngoài thời giờ cầu nguyện và đọc Kinh Thánh, ông lao động thật cực nhọc hoặc sao chép lại các sách thiêng liêng. Ông không bao giờ ăn thịt và giữ chay bốn lần trong một năm.
Ngoài ra, ông còn mặc áo nhặm, đeo giây lưng bằng sắt, ngủ trên mặt đất hoặc tấm ván thô và dùng củi hoặc đá để gối đầu. Thân xác ông càng tiều tụy thì tinh thần của ông càng thăng tiến. Nhiều người đến với ông và bắt chước lối sống khổ hạnh ấy.
Vào năm 1240, ông sáng lập một cộng đoàn gồm những người tu đức theo luật Dòng thánh Bênêđictô (Đan viện San Spirito của Maiella), cộng đoàn Maiella của Chúa Thánh Thần (Holy Spirit Community of Maiella) (Benedictines/Celestines) và cho đến khi từ trần, trên toàn Âu Châu đã có ba mươi sáu đan viện và sáu trăm đan sĩ nam nữ sống theo quy luật của ông.
Sau ba năm, ông gia nhập dòng Biển Ðức và được thụ phong linh mục ở Rôma vào năm 1233-1234. Năm 1259, ông sáng lập đan viện Badia morronese về sau sẽ trở thành trụ sở chính của dòng Thánh Cêlestinô. Dòng này được thừa nhận vào năm 1254 (?). Năm 1293, ông mở rộng San Spirito của Morrone. 

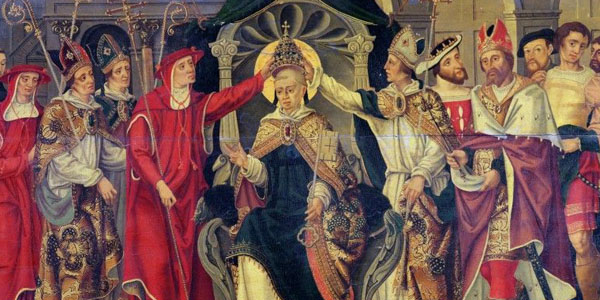
"Phúng dụ về sự đăng quang giáo hoàng Celestinus V", họa phẩm của Judith Leyster.

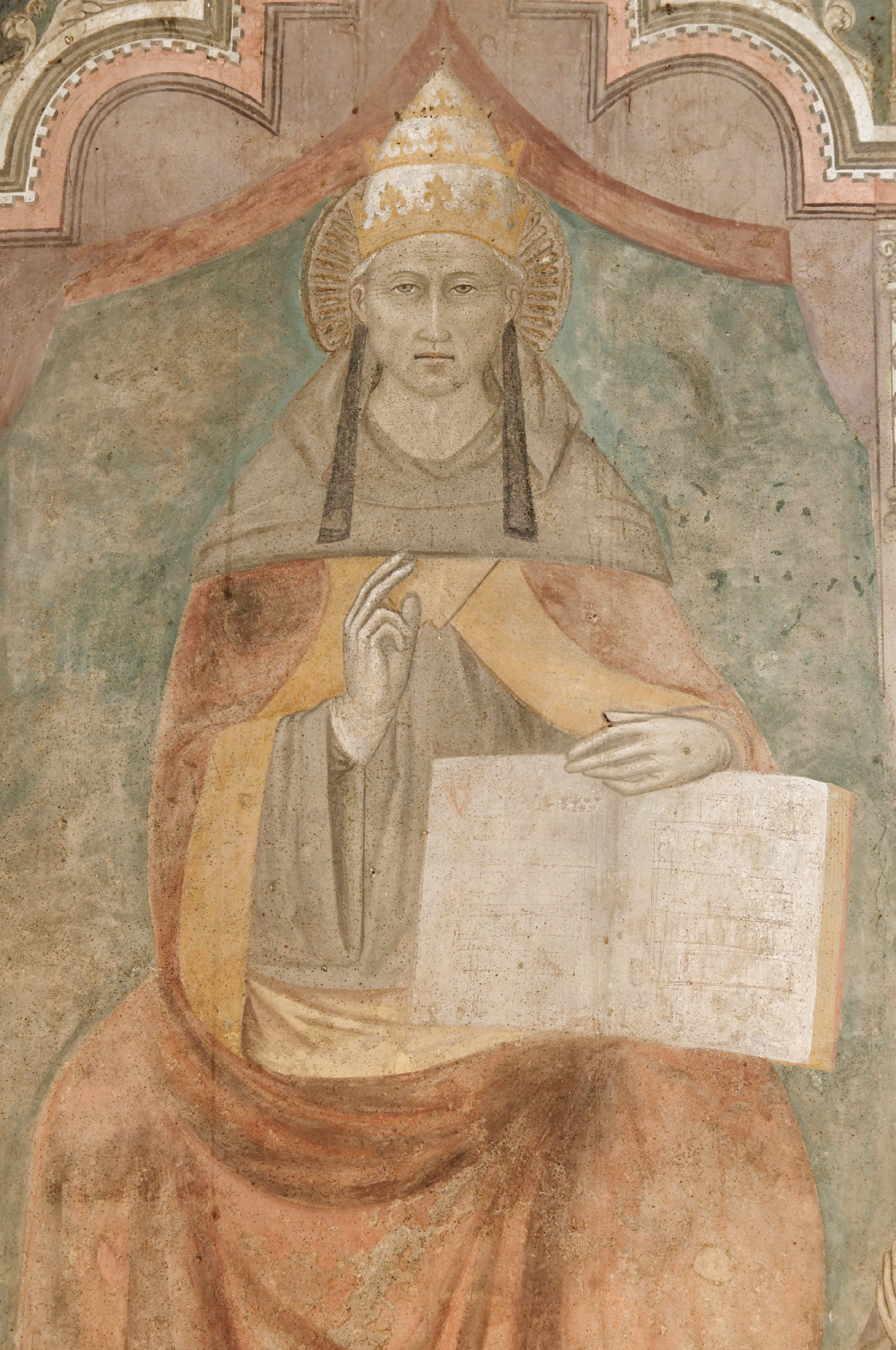
Chân dung Thánh Celestine V trong một bức tam liên họa tại Castel Nuovo, Napoli

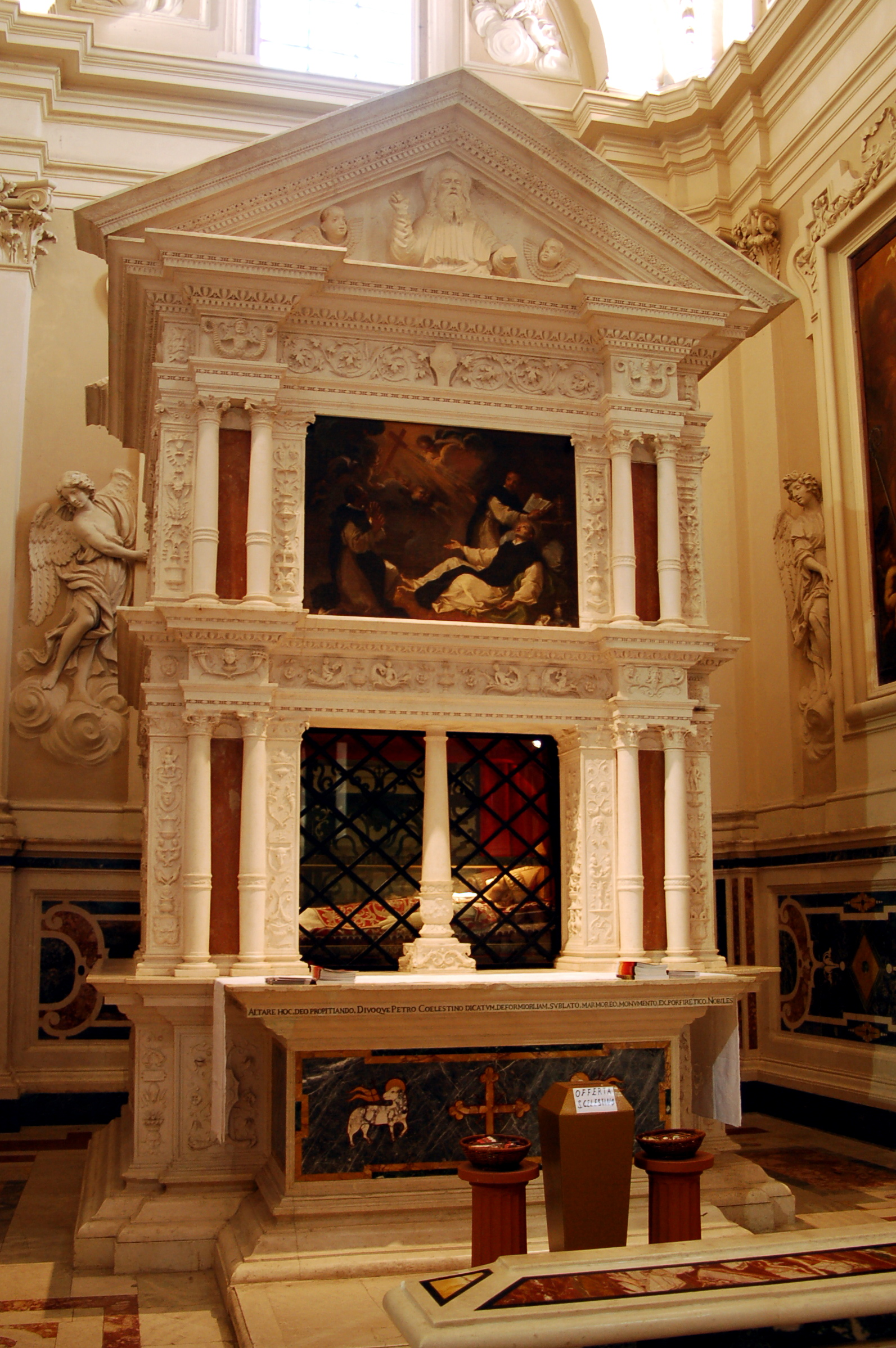
Lăng mộ thánh Celestine tại Vương cung Thánh đường Thánh Maria di Collemaggio.

## Giáo hoàng
Sau khi Ðức Giáo hoàng Nicôla IV từ trần, Giáo hội không có người kế vị trong hai năm và ba tháng, và vì nghe tiếng thánh thiện của ông, hồng y đoàn đã chọn ông làm Giáo hoàng, lúc ấy đã tám mươi bốn tuổi đó là vào tháng 7 năm 1294.
Trước đó, tháng 3 Charles d’Anjou đi thăm Pierre de Morrone và gợi ý ông viết một bức thư cho các hồng y không thể đồng ý với nhau về một ứng viên. Ông được tấn phong ở Santa Maria di Collemaggio (Aquila) vào ngày 29 tháng 8 năm 1294.
Quyết định nầy đã đưa đến nhiều thảm họa vì Celestine V không thích hợp với vai trò Giáo hoàng trong bất cứ khía cạnh nào khác, ngoại trừ sự thánh thiện. Một mẫu người minh bạch và đơn giản, ông cố gắng cải cách và đổi mới Giáo hội nhưng mọi dự phóng của ông đều bị hàng giáo phẩm trong Giáo hội phản đối một cách dữ dội. Vị giáo chủ ẩn sĩ này, choáng váng trước những xung đột chính trị đã xin thoái vị để được về rừng sâu.

## Từ chức
Ông từ chức Giáo hoàng tại Caltelmovo ở gần Napôli ngày 24 tháng 12 năm 1294 khi nhận ra mình chỉ là dụng cụ trong tay các lãnh chúa. Ông trở thành con cờ chính trị của Vua Charles II nước Naples. Không bao lâu nhiều vấn đề phức tạp đã xảy ra trong Giáo hội. 
Ông quyết định từ chức có lẽ do sự thuyết phục có tính vụ lợi của Hồng y Caetani đầy tinh khôn, là Đức Boniface VIII sau này.
Ông tuyên sắc công bố, chỉ Giáo hoàng được bầu mới có quyền từ chối không nhận chức. Người ta kể rằng, ông đã quỳ gối tạ tội trước Hồng y Ðoàn vì đã không chu toàn nhiệm vụ cai quản Giáo hội.

## Bị giam giữ
Ông trở về nơi ẩn tu ở San Onufrio, rồi San Giovanni in Piano rồi Vieste nhưng hậu quả của các quyết định trong thời gian ông làm Giáo hoàng đã để lại nhiều nghi vấn nơi vị tân Giáo hoàng và vì sợ người ta lợi dụng người để tạo ra một cuộc chia ly khác.
Do đó, tháng 6 năm 1295, Ðức Boniface VIII đã giam ông trong thành Fumone. Ở đây, ông bị sỉ nhục và chịu gian khổ, nhưng không hề than thở một lời. Trái lại, ông còn gửi thư cho Ðức Boniface cho biết ngài rất hài lòng và không còn muốn gì hơn. Ông thường nói: "Tôi không mong muốn gì hơn ở thế gian này ngoài căn phòng nhỏ hẹp; và họ đã cho tôi toại nguyện."
Trong thời gian tù đầy, ông thường hát thánh vịnh đêm ngày. 

## Qua đời
Một ngày trong tháng Năm 1296, ông báo trước với lính canh là ông sẽ chết vào cuối tuần.
Sau khi kết thúc bài thánh vịnh trong giờ kinh sáng thứ bảy ngày 19 tháng 5 năm 1296, ông qua đời. Thuyết cho rằng ông chết vì thuốc độc không được chứng minh. Trong mười tháng tù đầy, ông không bao giờ giảm bớt lối sống khắc khổ.
Ông được chôn cất tại nhà thờ thánh Agatha, Ferentino, nước Ý và được cải táng về nhà thờ Maria di Collemaggio, Aquila, nước Ý vào năm 1517. Năm 1304, Philippe le Bel cho đưa các tu sĩ Dòng Cêlestinô đến và cho họ ở tại Ambert (Orleans).
Những năm 1305-1306, Philippe le Bel đã đấu tranh với Boniface VIII vận động với Clement V để xin phong thánh cho ông. Nhờ lời cầu bầu của ông, nhiều phép lạ đã được ghi nhận, và ngài được Ðức Clementê V phong thánh tại Avignon ngày 03 tháng 5 năm 1313.